# Alakalufowie

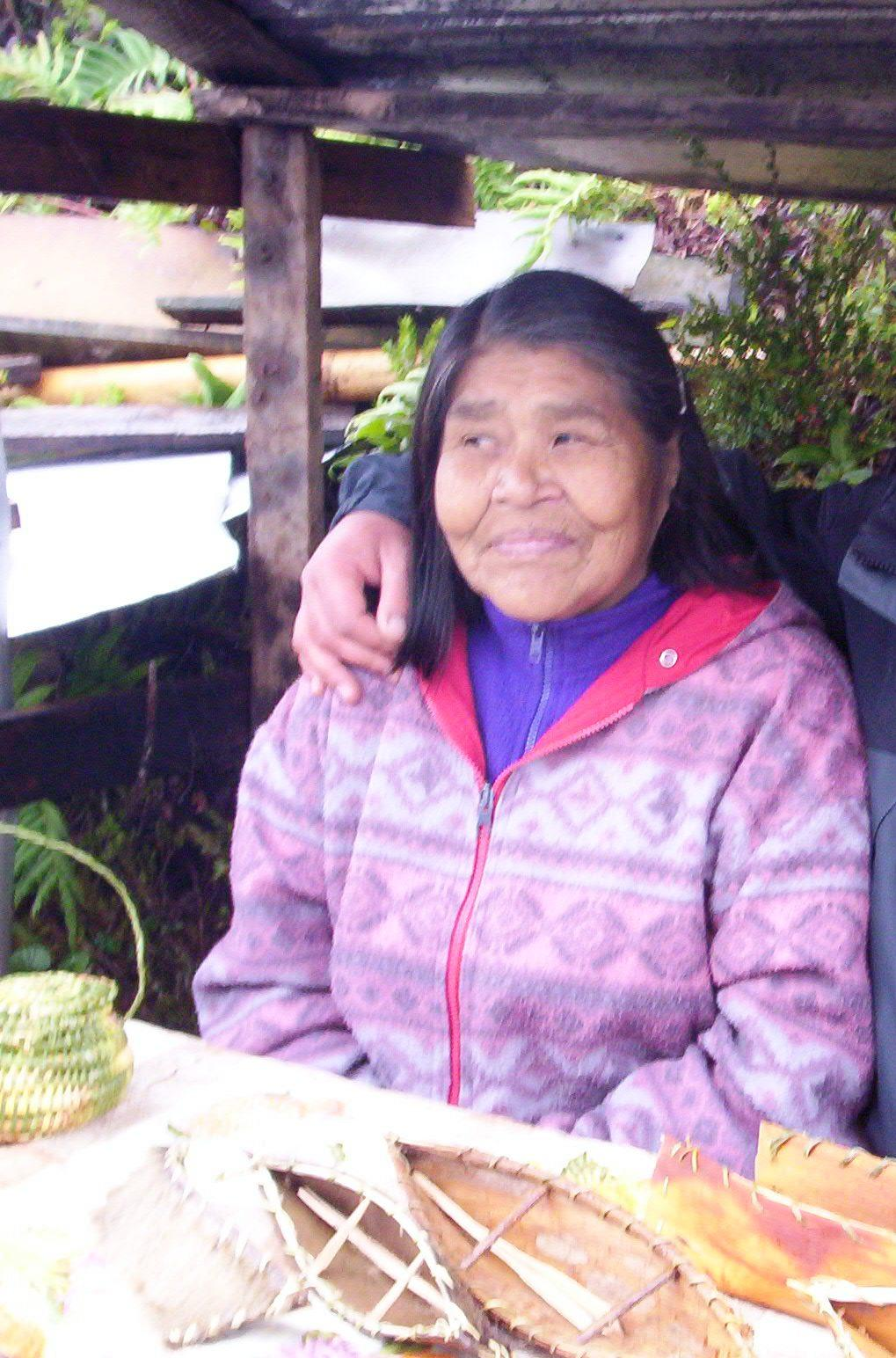
Alacaluf (Halakwulup)

Alakalufowie, Alacaluf (dosłownie – „ludzie z zachodu używający noży z muszli morskich”) – bardzo nieliczne plemię Indian żyjących na należącej obecnie do Chile wyspie Wellington. Prowadząc półkoczowniczy tryb życia, zajmowali się głównie zbieractwem, rybołówstwem i myślistwem (polowali na niewielkie jelonki huemule oraz gwanako andyjskie).